# Joseph Atiyeh
Joseph Atiyeh (Allentown (Pensilvania), Estados Unidos, 8 de octubre de 1957) es un deportista sirio de origen estadounidense retirado especialista en lucha libre olímpica donde llegó a ser subcampeón olímpico en Los Ángeles 1984.

## Carrera deportiva
En los Juegos Olímpicos de 1984 celebrados en Los Ángeles ganó la medalla de plata en lucha libre olímpica de pesos de hasta 100 kg, tras el luchador Ludwig Banach (oro) y por delante del rumano Vasile Pușcașu (bronce).